# Magusa orbifera
Magusa orbifera är en fjärilsart som beskrevs av Walker 1857. Magusa orbifera ingår i släktet Magusa och familjen nattflyn. Inga underarter finns listade i Catalogue of Life.